# Charles-Samuel Delapeine

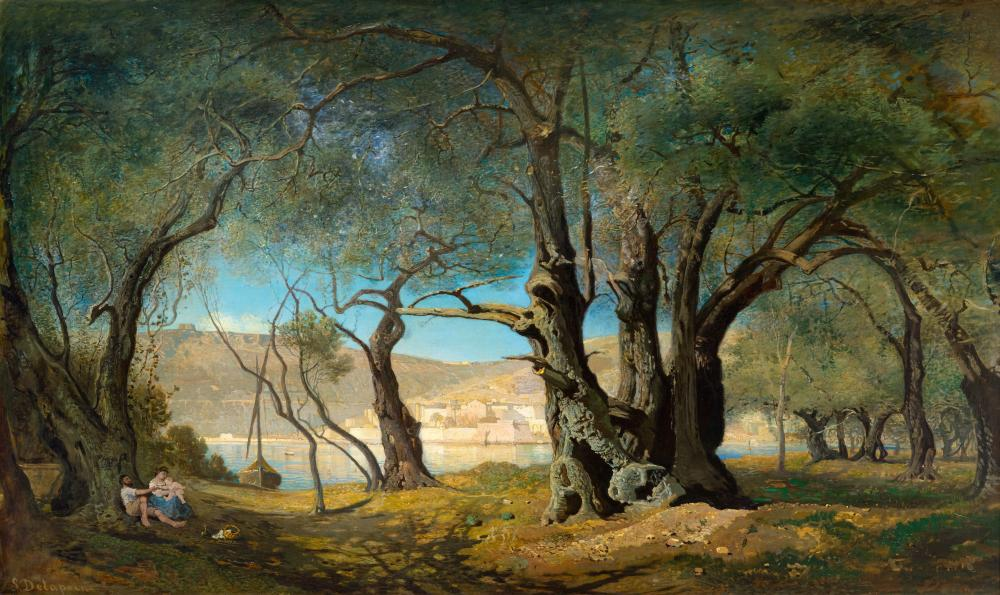
Südliche Landschaft

Charles-Samuel Delapeine (* 12. Mai 1826 in Villette; † 26. Januar 1894 in Genf) war ein Schweizer Landschaftsmaler.
Delapeine war Schüler des Landschaftsmalers François Diday.
Ab 1847 stellte er seine Landschaftsbilder in Genf aus. Er malte in den Savoyen, Nizza, Menthon-Saint-Bernard und in der Umgebung von Genf. Er schuf auch Bühnenbilder für das Genfer Stadttheater.
Delapeine war ein aktives Mitglied des Cercle des Beaux-Arts.